# Campionati mondiali di sollevamento pesi 2018 - 49 kg femminile
Le gare di sollevamento pesi della categoria fino a 49 kg femminile — pesi gallo — dei campionati mondiali del 2018 si sono svolte dal 2 al 3 novembre 2018 ad Aşgabat presso la Weightlifting Arena dell'Aşgabat Olympic Complex.
Le thailandesi Chayuttra Pramongkol – che vinse la gara – e Sopita Tanasan – che si classificò al quarto posto – vennero riscontrate positive agli steroidi anabolizzanti e al testosterone artificiale e squalificate per due anni, dal gennaio del 2019 al gennaio del 2021 per Pramongkol e dal febbraio del 2019 al febbraio del 2021 per Tanasan. La medaglia d'oro fu riassegnata alla cinese Hou Zhihui.

## Programma
L'orario indicato corrisponde a quello turkmeno (UTC+05:00)
| Data            | Orario | Evento   |
| --------------- | ------ | -------- |
| 2 novembre 2018 | 10:00  | Gruppo C |
| 2 novembre 2018 | 12:00  | Gruppo B |
| 3 novembre 2018 | 14:25  | Gruppo A |

## Medagliate
Per ciascun esercizio, le prime tre classificate sono le seguenti:
| Esercizio | Oro        | Oro    | Argento      | Argento | Bronzo        | Bronzo |
| --------- | ---------- | ------ | ------------ | ------- | ------------- | ------ |
| Strappo   | Hou Zhihui | 93 kg  | Jiang Huihua | 92 kg   | Beatriz Pirón | 84 kg  |
| Slancio   | Hou Zhihui | 115 kg | Jiang Huihua | 114 kg  | Elena Andrieș | 105 kg |
| Totale    | Hou Zhihui | 208 kg | Jiang Huihua | 206 kg  | Elena Andrieș | 188 kg |

## Record
Prima di questa competizione, i record mondiali esistenti erano i seguenti:
| Record mondiale | Strappo | Mondiale standard | 90 kg  | — | 1º novembre 2018 |
| Record mondiale | Slancio | Mondiale standard | 115 kg | — | 1º novembre 2018 |
| Record mondiale | Totale  | Mondiale standard | 203 kg | — | 1º novembre 2018 |

## Risultati
| Pos. | Atleta                        | Gr. | Peso atleta | Strappo (kg) | Strappo (kg) | Strappo (kg) | Strappo (kg) | Slancio (kg) | Slancio (kg) | Slancio (kg) | Slancio (kg) | Totale   |
| Pos. | Atleta                        | Gr. | Peso atleta | 1            | 2            | 3            | Pos.         | 1            | 2            | 3            | Pos.         | Totale   |
| ---- | ----------------------------- | --- | ----------- | ------------ | ------------ | ------------ | ------------ | ------------ | ------------ | ------------ | ------------ | -------- |
|      | Hou Zhihui (CHN)              | A   | 48.46       | 88           | 92           | 93           |              | 108          | 112          | 115          |              | 208      |
|      | Jiang Huihua (CHN)            | A   | 48.95       | 87           | 90           | 92           |              | 108          | 108          | 114          |              | 206      |
|      | Elena Andrieș (ROU)           | A   | 48.53       | 83           | 83           | 85           | 7            | 100          | 105          | 105          |              | 188      |
| 4    | Beatriz Pirón (DOM)           | A   | 48.98       | 81           | 84           | 84           |              | 100          | 103          | 105          | 5            | 187      |
| 5    | Sri Wahyuni Agustiani (INA)   | A   | 48.69       | 82           | 85           | 85           | 8            | 104          | 104          | 108          | 4            | 186      |
| 6    | Vương Thị Huyền (VIE)         | A   | 48.72       | 83           | 85           | 85           | 6            | 100          | 100          | 100          | 9            | 183      |
| 7    | Hiromi Miyake (JPN)           | A   | 48.86       | 77           | 79           | 80           | 10           | 102          | 105          | 105          | 7            | 181      |
| 8    | Ana Segura (COL)              | B   | 48.85       | 78           | 81           | 83           | 5            | 97           | 101          | 102          | 12           | 180      |
| 9    | Şaziye Erdoğan (TUR)          | B   | 48.67       | 77           | 79           | 81           | 9            | 97           | 99           | 100          | 11           | 178      |
| 10   | Alyssa Ritchey (USA)          | A   | 48.95       | 74           | 77           | 80           | 14           | 96           | 99           | 101          | 8            | 178      |
| 11   | Kristina Sobol (RUS)          | B   | 48.67       | 77           | 80           | 83           | 4            | 88           | 91           | 93           | 20           | 176      |
| 12   | Jhilli Dalabehera (IND)       | C   | 48.68       | 73           | 76           | 78           | 15           | 92           | 96           | 98           | 10           | 174      |
| 13   | Roilya Ranaivosoa (MRI)       | B   | 48.95       | 73           | 73           | 76           | 17           | 94           | 97           | 101          | 13           | 173      |
| 14   | Fang Wan-ling (TPE)           | B   | 48.37       | 72           | 75           | 78           | 12           | 90           | 94           | 98           | 15           | 172      |
| 15   | Anaïs Michel (FRA)            | B   | 48.44       | 76           | 76           | 78           | 13           | 94           | 94           | 97           | 16           | 172      |
| 16   | Ibuki Takahashi (JPN)         | B   | 47.85       | 73           | 76           | 78           | 16           | 96           | 96           | 100          | 14           | 172      |
| 17   | Andrea de la Herrán (MEX)     | B   | 48.66       | 76           | 78           | 81           | 11           | 93           | 96           | 96           | 18           | 171      |
| 18   | Socorro Villa (MEX)           | B   | 48.46       | 72           | 75           | 75           | 18           | 93           | 96           | 96           | 17           | 168      |
| 19   | Ko Bo-geum (KOR)              | C   | 48.19       | 66           | 70           | 73           | 19           | 85           | 90           | 93           | 21           | 163      |
| 20   | Yolanda Putri (INA)           | B   | 48.38       | 73           | 73           | 76           | 20           | 90           | 90           | 90           | 23           | 163      |
| 21   | Giorgia Russo (ITA)           | B   | 48.76       | 67           | 70           | 72           | 23           | 93           | 93           | 98           | 19           | 163      |
| 22   | Lely Burgos (PUR)             | C   | 48.88       | 70           | 70           | 73           | 22           | 88           | 88           | 91           | 24           | 158      |
| 23   | Augustina Nwaokolo (NGR)      | C   | 48.55       | 68           | 68           | 72           | 21           | 85           | 90           | 90           | 27           | 157      |
| 24   | Maria Pipiliaridou (GRE)      | C   | 48.91       | 67           | 70           | 70           | 24           | 87           | 87           | 90           | 22           | 157      |
| 25   | Kelly-Jo Robson (GBR)         | C   | 48.74       | 65           | 67           | 69           | 25           | 83           | 83           | 86           | 26           | 153      |
| 26   | Giulia Imperio (ITA)          | C   | 48.91       | 65           | 65           | 68           | 27           | 78           | 82           | 86           | 25           | 151      |
| 27   | Elien Perez (PHI)             | C   | 48.56       | 65           | 70           | 70           | 26           | 80           | 83           | 83           | 28           | 148      |
| —    | Chuluunbaataryn Nyamzul (MGL) | C   | 48.85       | 63           | 66           | 66           | 28           | 81           | 81           | 81           | —            | —        |
| —    | Ri Song-gum (PRK)             | A   | 48.95       | 85           | 85           | 85           | —            | 103          | 103          | —            | 6            | —        |
| —    | Santa Cotes (DOM)             | B   | 48.84       | 77           | 77           | 77           | —            | 91           | 91           | 91           | —            | —        |
| —    | Luana Madeira (BRA)           | B   | 48.52       | 75           | 75           | 75           | —            | 92           | 92           | 92           | —            | —        |
| —    | Amanda Braddock (CAN)         | C   | 48.76       | 74           | 74           | 74           | —            | —            | —            | —            | —            | —        |
| DSQ  | Chayuttra Pramongkhol (THA)   | A   | 48.23       | 84           | 86           | 89           | —            | 115          | 120          | —            | —            | —        |
| DSQ  | Sopita Tanasan (THA)          | A   | 48.83       | 86           | 89           | 93           | —            | 102          | 108          | 109          | —            | —        |
| —    | Dinusha Bomiriyage (SRI)      | C   | ritirata    | ritirata     | ritirata     | ritirata     | ritirata     | ritirata     | ritirata     | ritirata     | ritirata     | ritirata |